# Храм Всех Святых (Страсбург)
Храм Всех Святых — ставропигиальный храм Русской православной церкви, расположенный в городе Страсбурге.
Храм, выполненный в шатровом стиле, рассчитан на 300 человек. Его высота с крестом составляет 41 м.

## История
22 июня 2003 года в день Всех Святых на учредительном общем собрании русской православной общины был образован приход во имя Всех Святых в составе Корсунской епархии. 12 февраля 2004 года приход был зарегистрирован в органах местной власти. Первым месторасположением прихода было небольшое помещение в центре города (по адресу: 6, rue du Coq). Первые богослужения совершались священником Николаем Никишиным, посещавшим приход два раза в месяц.
25 марта 2004 года решением Священного синода Русской православной церкви было основано представительство Московского патриархата в Страсбурге с поручением представлять церковную позицию в Совете Европы, а приходу был присвоен статус ставропигии с прямым подчинением патриарху Московскому и всея Руси.
В апреле 2007 года приход Всех Святых переехал в арендованное помещение по адресу 4, rue de Niederbronn, которое было переоборудовано в соответствии с традициями Русской православной церкви: установлен иконостас, появилось место для приходских собраний и просветительских занятий с детьми и взрослыми.
2 октября 2007 года приход посетил прибывший во Францию с официальным визитом патриарх Московский и всея Руси Алексий II с членами делегации Русской православной церкви. Патриарх Алексий II обратился к властям города с просьбой о выделении русскому приходу Всех святых участка земли под строительство.
17 января 2011 года муниципальный совет города единогласно принял решение предоставить Русской православной церкви землю для строительства храма и приходского центра в центральной части города на улице Буссанго, на берегу впадающего в Рейн канала Марн, рядом с европейскими международными институтами — Советом Европы, Европейским судом по правам человека и Европейским парламентом. Участок был передан приходу Всех Святых 15 марта после заключения договора об аренде на 99 лет.
Проект храма в традициях русской северной шатровой архитектуры создали архитекторы Дмитрий Пшеничников из Москвы и Мишель Арнольд из Франции. По проекту высота составила 41 метр, ширина — 15 метров, длина — 30. Проект предусматривал постройку конференц-зала, залов заседаний, рабочих кабинетов, жилых и хозяйственных помещений для представительства Московского Патриархата при Совете Европы. Строительство храма Всех Святых и приходского духовно-культурного центра началось 4 декабря 2013 года. 7 декабря настоятель прихода игумен Филипп (Рябых) в присутствии мэра Страсбурга, дипломатических представителей различных стран и множества верующих совершил молебен о начале строительства в Страсбурге храма и культурного центра.
Все строительные работы велись за счёт частных пожертвований. Как отметил в 2018 году игумен Филип (Рябых): «Наш основной финансовый помощник сегодня — это российская компания „Транснефть“. В своё время нам также помогали Внешэкономбанк и Челябинский электрометаллургический комбинат, некоторые российские бизнесмены. У нас уже много друзей. Не только прихожане вносят посильную лепту, но и небезразличные люди из России, Украины, Белоруссии, Молдавии, Грузии, Сербии, Греции, Румынии и многих других стран. Приходило даже пожертвование из Японии». Те, кто делал именные пожертвования, вписаны в приходскую книгу памяти «Лепта». Строительные работы велись местными предприятиями, однако купола, кресты, шатёр и апсида храма были изготовлены в России. Мозаичные и керамические работы выполнил Олег Шеин, а три иконы Спасителя, Богородицы и святителя Николая написал для церкви Всех Святых Димитрий Пипичин.

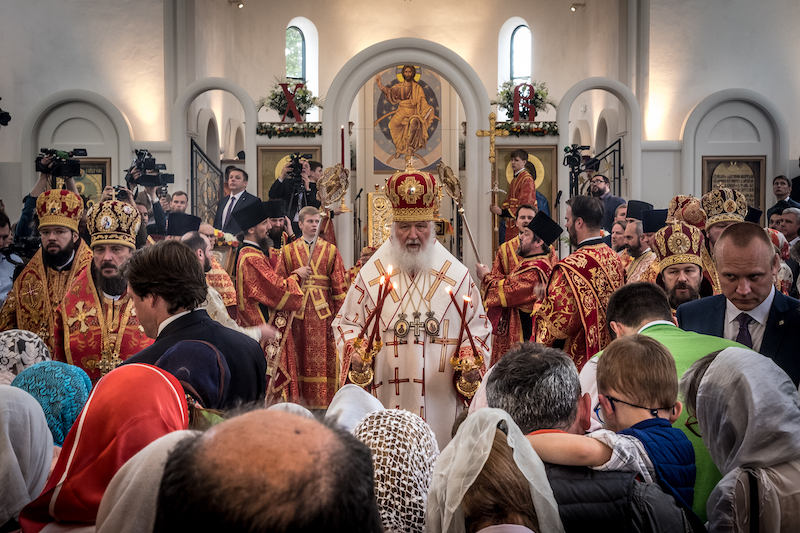
Патриарх Московский Кирилл во время освящения православной церкви Всех Святых в Страсбурге 26 мая 2019 года.

Строительство приходского духовно-культурного центра было завершено в 2017 году, а его торжественное открытие прошло 19 мая 2017 года в присутствии мэра Страсбурга Ролана Риса и его заместителя по делам культов Оливье Бица.
23 декабря 2018 года состоялось малое освящение храма, которое совершил епископ Корсунский Нестор (Сиротенко), которому сослужили настоятель Всехсвятского прихода игумен Филипп (Рябых), секретарь епархиального управления Корсунской епархии иерей Максим Политов, настоятель храма святителя Григория Паламы и преподобной Атталии в Страсбурге иерей Даниил Эскляйн, клирики страсбургского прихода Всех святых иерей Евгений Макушкин и диакон Иоанн Куляк, а также диакон Димитрий Стадник.
Великое освящение храма совершил 26 мая 2019 года патриарх Кирилл.